# 奥秩父山塊
奥秩父山塊（おくちちぶさんかい）とは、東京、埼玉、山梨、長野の1都3県にまたがる山塊である。野辺山高原の南東に位置する飯盛山（1643メートル）から雲取山（2017メートル）および南は三窪高原まで、広くはそれに東は奥多摩エリア、北は両神山（1723メートル）付近、南は大菩薩連嶺までを加えた山塊で関東山地の中心部をなす。奥秩父山地（おくちちぶさんち）ともいう。
千曲川（信濃川上流）、荒川、笛吹川（富士川上流）、多摩川の4河川の水源域であり、山域に火山を含まないことも特徴となっている。

## 概説
奥秩父は山域が比較的広く、2600メートル圏の高峰を含め、2000メートル級の山々が多数連なっていることから、北アルプス、中央アルプス、南アルプスに比して東アルプスと、山域の山小屋関係者は呼称している。
大きな保水力を持った森林と、その水が川となって流れ出る渓谷の美がこの山域の魅力であるとして、英文学者で山旅を楽しんだ田部重治 (1884–1972) は、雄大な日本アルプスの山々の特徴と並べて、1919年に『日本アルプスと秩父巡礼』を刊行、1930年にそれは『山と渓谷』として出版された。

## 奥秩父山塊の主な山・峠・峡谷

### 主脈
- 雲取山（2017メートル） - 東京都の最高峰 本主脈の東端
- 飛竜山（2077メートル）
- 将監峠
- 唐松尾山（2109メートル）
- 笠取山（1953メートル） - 多摩川の源流域
- 水晶山（2158メートル）
- 雁坂峠（2082メートル)
- 雁坂嶺（2289メートル)
- 破風山（2318メートル）
- 木賊山（雲切山）（2468メートル）
- 甲武信ヶ岳（2475メートル） - 荒川・千曲川・笛吹川（富士川支流）の源流域
- 三宝山 (2483メートル） - 埼玉県の最高峰
- 鶏冠山（2177メートル）
- 国師岳（国師ヶ岳）（2591メートル）
- 北奥千丈岳（2601メートル） - 奥秩父山塊の最高峰
- 奥千丈岳（2409メートル）
- 大弛峠（2360メートル）
- 朝日岳（朝日山）（2579メートル）
- 金峰山（2599メートル）
- 瑞牆山（2230メートル）
- 小川山（2418メートル）

上記の山々の連なりは「奥秩父主脈」とも呼ばれ、縦走登山の対象となることが多い。

### 北東部
- 四阿屋山（772メートル）
- 両神山（1723メートル）
- 南天山（1483メートル）
- 秩父御岳山（1081メートル）
- 中津峡
- 三峰山 - 妙法ヶ岳・白岩山・雲取山の総称。
- 白泰山（1794メートル）
- 妙法が岳（1332メートル）
- 霧藻ヶ峰（1523メートル）
- 白岩山（1921メートル）
- 熊倉山（1427メートル）
- 和名倉山（2036メートル）
- 芋木ノドッケ（1949メートル）
- 長沢山
- 水松山
- 酉谷山
- 七跳山（1651メートル）
- 大平山（1603メートル）
- 大栗山
- 蕎麦粒山（1472.9メートル）
- 天目山 （三ツドッケ）
- 矢岳

### 北部
- 三国峠
- 十文字峠
- 五郎山（2132メートル）

### 南部
- 西沢渓谷・東沢渓谷
- 黒金山（2232メートル）
- 乾徳山（2031メートル）
- 倉掛山（1777メートル）
- 三窪高原

### 西端部
- 横尾山（1818メートル）
- 飯盛山（1643メートル） - 周辺山域も含めた広義の奥秩父の西端にあたるが、一般には八ヶ岳山麓高原の一部とみなされている。

## 周辺山域（広義の奥秩父山塊）

### 南西部エリア
小楢山、帯那山、茅ヶ岳、黒富士は古い火山。
- 小楢山（1713メートル）
- 乙女高原（1700メートル）
- 水ヶ森（1553メートル）
- 帯那山（1422メートル）
- 棚山（1171メートル）
- 大蔵経寺山（715メートル）
- 金ガ岳（1764メートル）
- 茅ヶ岳（1704メートル）
- 曲岳（1642メートル）
- 黒富士（1635メートル）
- 太刀岡山（1295メートル）
- 弥三郎岳（1058メートル）
- 御岳昇仙峡

## 奥秩父の森林

### 樹種
- 広葉樹 - ケヤキ、トチノキ、ブナ、ミズナラ、ダケカンバ など。
- 針葉樹 - スギ、ヒノキ、コメツガ、シラビソ、トウヒ、カラマツ など。

### 利用と背景
- 1947年 - 戦後復興の需要による森林資源の開発始まる（拡大造林方式）。日本経済は続いて高度経済成長期へ。
- 1956年 - 経済白書に「もはや戦後ではない」という言葉（GNPが戦前の水準を上回ったとして）。
- 1964年 - 東京オリンピック開催。
- 1969年 - 輸入木材の量が、木材需要の50%を超える。
- 1970年 - 地元自然保護団体、森林伐採に反対を表明。
- 1970年7月 - 林野庁、森林伐採の縮小を表明。
- 1982年 - 自然保護運動再び起こる。
- 1984年 - 原生林の伐採、完全中止に。

## 関連文献
- 『山と渓谷－新編』 著：田部重治 岩波文庫 ISBN 4-00-311421-3
- 『山の憶い出』 著：木暮理太郎 平凡社ライブラリー版 上：ISBN 4-582-76293-X 下：ISBN 4-582-76297-2
- 『日本の美林』 著：井原俊一 岩波新書 1997年 ISBN 4-00-430516-0 P29-36

## 関連画像

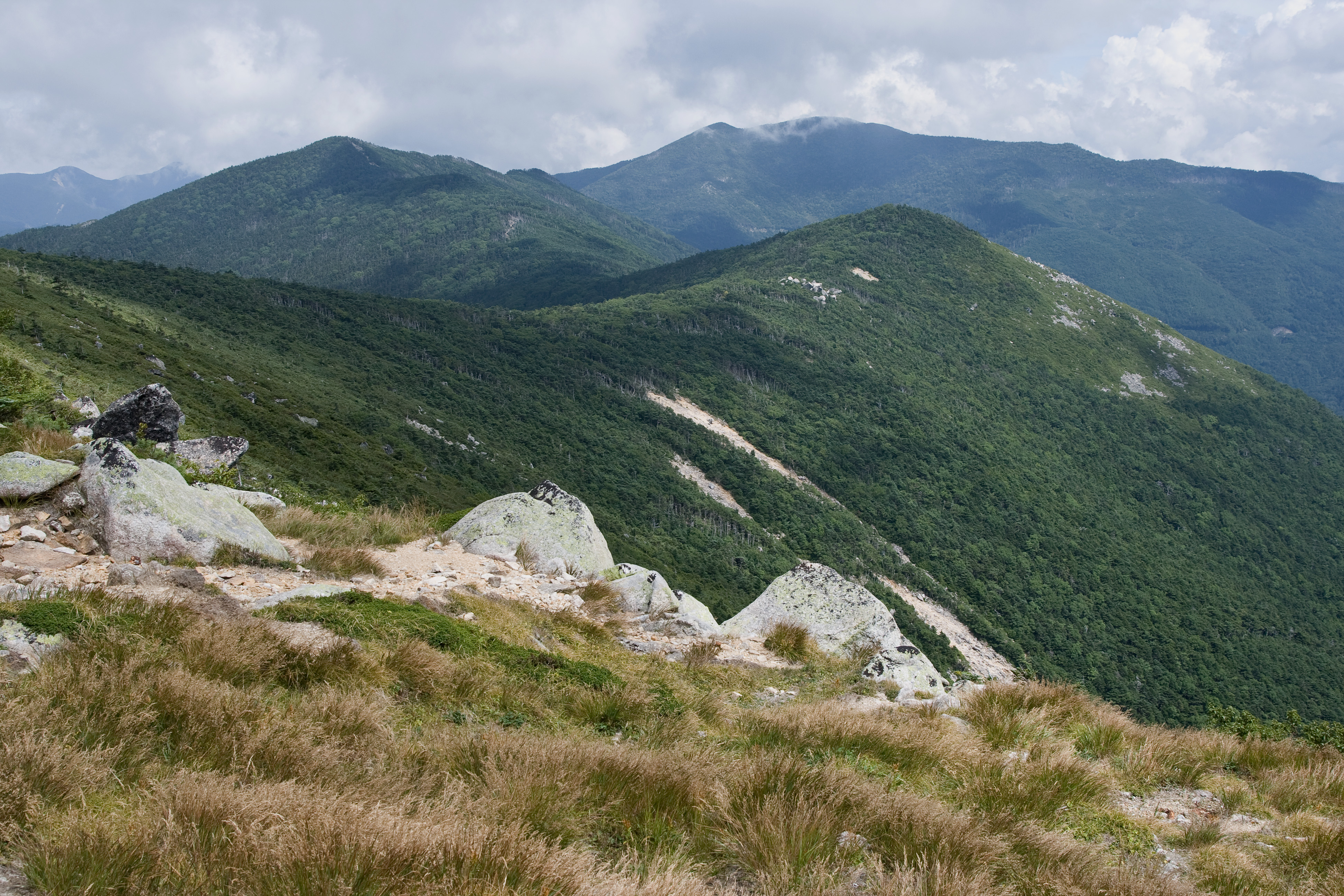
金峰山より朝日岳（左）と国師岳・北奥千丈岳（右）
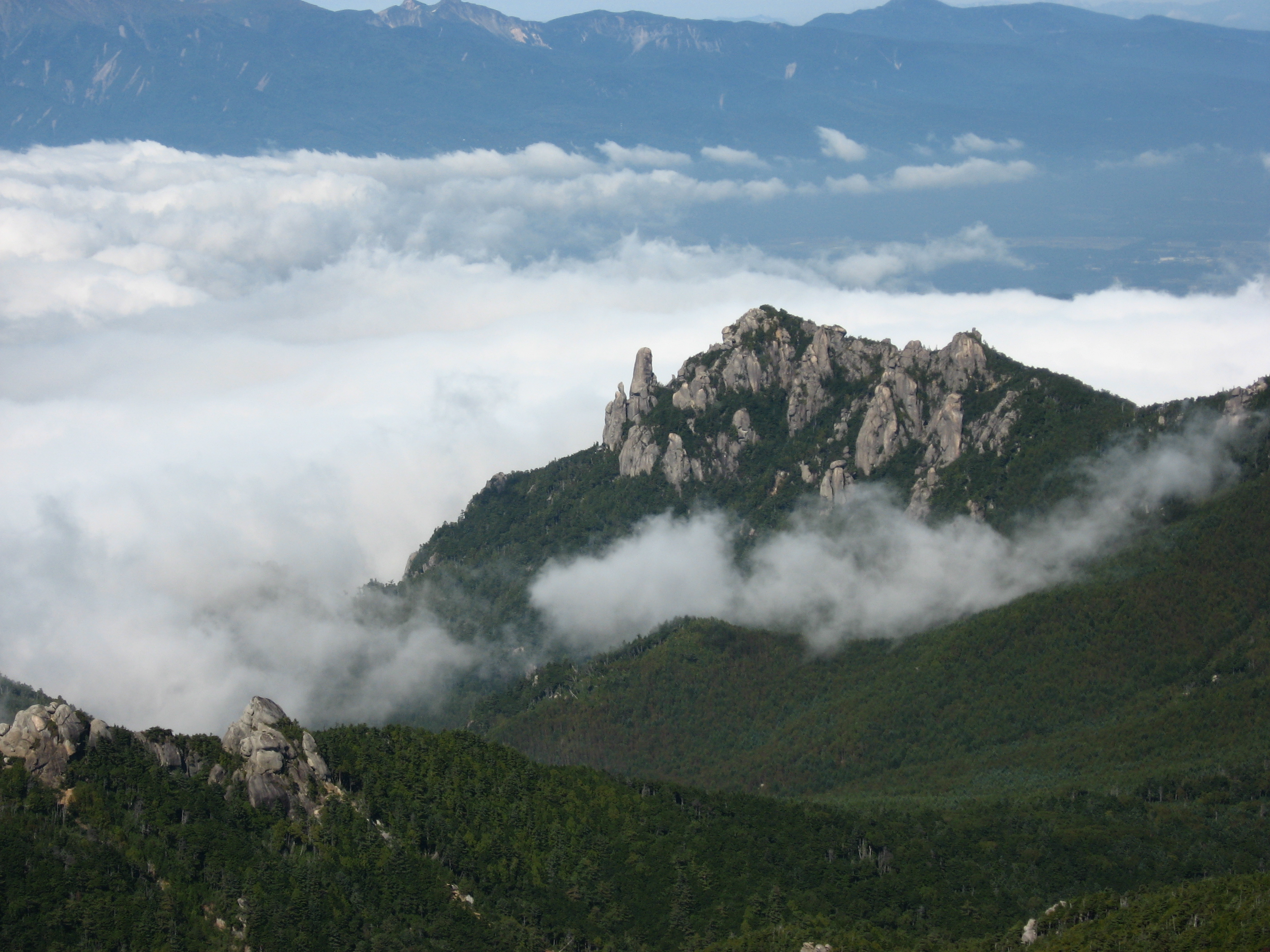
瑞牆山
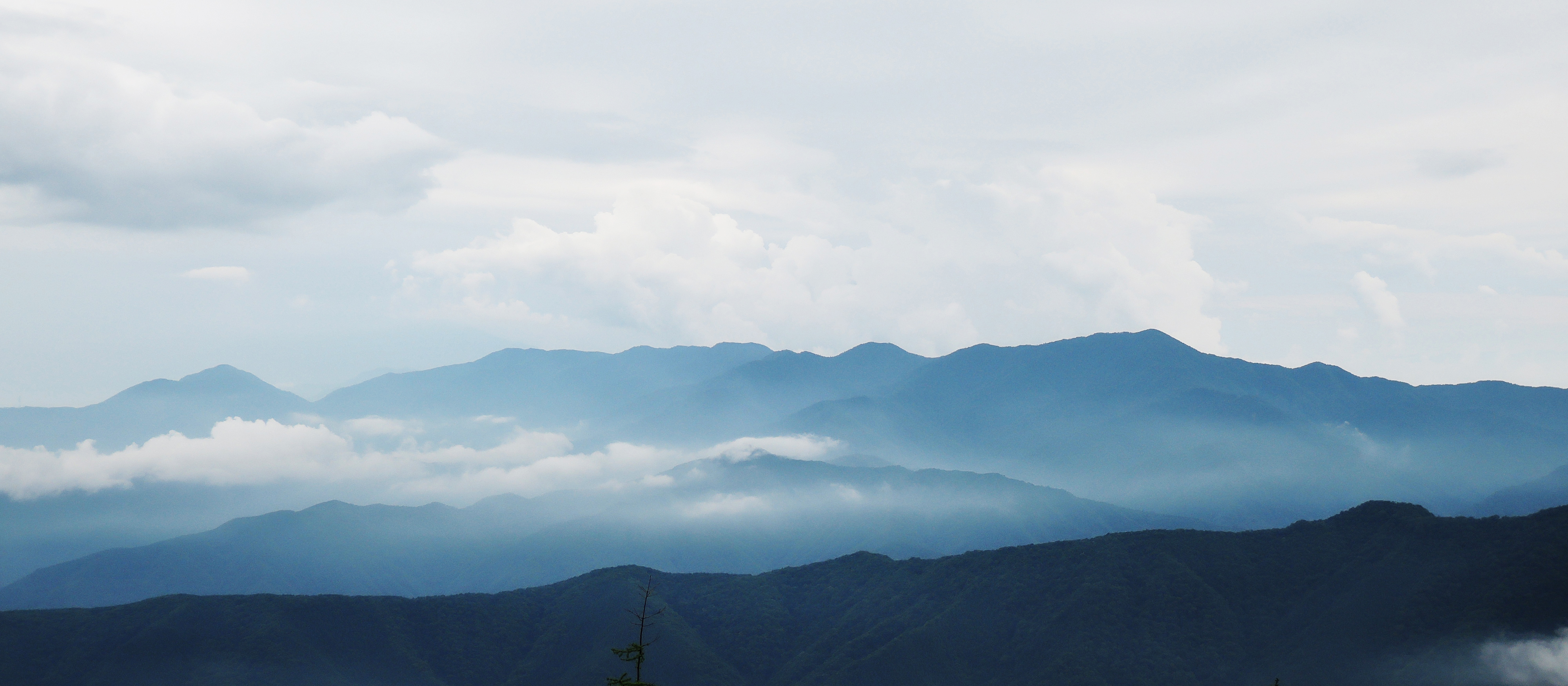
大菩薩連嶺(説明画像)